# Rijksvoorlichtingsdienst
De Rijksvoorlichtingsdienst (RVD) is een Nederlandse overheidsinstantie die deel uitmaakt van het ministerie van Algemene Zaken. De hoofdtaak van de RVD is de bevolking voor te lichten over regeringsbeleid.

## Taken
De RVD is belast met:
- de woordvoering van en de voorlichting over de minister-president, de ministerraad en het Koninklijk Huis
- begeleiding van het publieke optreden van de leden van het Koninklijk Huis;
- de voorlichting over het algemene regeringsbeleid en het ministerie van Algemene Zaken.
- de coördinatie van de interdepartementale voorlichtingszaken.
- het vervullen van taken op het gebied van communicatieadvies en publieksvoorlichting.
- informatievoorziening over het algemene regeringsbeleid voor de minister-president en de ambtelijke top. De RVD verzamelt, selecteert en analyseert 24 uur per dag informatie uit een veelheid van bronnen bestemd voor zowel intern als extern gebruik;
- ontwikkeling van het rijksbrede (strategische) beleid op het gebied van overheidscommunicatie en de verzorging van de afstemming van het beleid tussen de directies voorlichting van de ministeries;
- bevordering van een betere communicatie van de rijksoverheid met de burger. Als intermediair tussen opdrachtgevende ministeries en opdrachtnemer verzorgt de RVD de selectie, aanbesteding en contractering van marktpartijen op dit gebied, begeleidt communicatieprojecten en communicatieonderzoek en ontwikkelt communicatiemiddelen. De RVD is tevens verantwoordelijk voor de media-inkoop en de publieksvoorlichting van de rijksoverheid.

## Organisatie
De RVD is een directoraat-generaal van het ministerie van Algemene Zaken. 

### Directeuren-generaal
De directeuren-generaal van de RVD vanaf 1952 zijn:
- Gerrit Jan Lammers (1952-1968);
- Gijs van der Wiel (1968-1983);
- Hans van der Voet (1983-1995);
- Eef Brouwers (1995-2004);
- Gerard van der Wulp (2004-2008);
- Henk Brons (2008-2014)
- Stephan Schrover (2015-)

## Geschiedenis
Vanaf 1930 ontstond er bij de Nederlandse regering behoefte aan een orgaan dat in het buitenland een juiste indruk moest geven van de politiek die in het Koninkrijk der Nederlanden gevoerd werd. Het grootst was deze behoefte op het gebied van het rechtzetten van berichten die hetzij berustten op foutieve informatie of geruchten, hetzij via speculaties of opzettelijke vertekeningen het buitenland bereikten. Naast een apparaat dat onjuiste informatie kon rechtzetten en de verspreiding ervan kon voorkomen, miste men een instelling die tijdig signaleerde wat er in de buitenlandse pers was overgekomen.

### 1934: Oprichting Regeerings Persdienst
Eind 1931 werd een speciale commissie, te weten de commissie-François, door het ministerie van Buitenlandse Zaken ingesteld, die advies moest uitbrengen over de instelling van een 'Regeeringspersdienst'. Jean Pierre François (1889-1978) was chef Volkerenbondzaken bij het ministerie van Buitenlandse Zaken. Zijn commissie moest het derde kabinet-Ruijs de Beerenbrouck adviseren over wat de overheid kan doen tegen de opkomende propaganda van het nationaalsocialisme en daarmee gepaard gaande internationale spanningen. Men wil antwoorden op tendentieuze berichten in de pers die het regeringsgezag zouden ondermijnen. De commissie bestond uit vertegenwoordigers van de toen sterk verzuilde dagbladpers. Een half jaar later, in 1932, bracht deze commissie een rapport uit, waarin gepleit werd om misverstanden over Nederland in de buitenlandse pers tegen te gaan en ook om objectieve voorlichting te verschaffen aan de vaderlandse media. 
Op basis van dit rapport werd in 1934 de Regeerings Persdienst (RPD) ingesteld. Deze dienst, die onder het ministerie van Buitenlandse Zaken zou gaan vallen, kreeg als doelstelling: "Het buitenland objectief inlichten omtrent alle gebeurtenissen, in het bijzonder alle overheidsmaatregelen, welke onjuiste uitleg afbreuk zou doen aan het landsbelang. De Dienst heeft zich te onthouden van propaganda". Daarnaast diende het buitenland ook ingelicht te worden omdat "de situatie waarbij de Nederlandse overheidsdaden via de buitenlandse pers hier te landen bekend worden onhoudbaar is". Naast voorlichting geven aan het buitenland diende de persdienst ook voor de interne voorlichting en informatieverstrekking, voornamelijk door het volgen van binnen- en buitenlandse bladen en eventueel via rechtstreekse contacten met de gezantschappen. In de hier beschreven structuur heeft de RPD tot het uitbreken van de Tweede Wereldoorlog in Nederland gefunctioneerd. In 1937 werd het ministerie van Algemene Zaken ingesteld, bedoeld als klein departement voor de voorzitter van de ministerraad. De RPD werd bij dit nieuwe ministerie ondergebracht. 

### 1940: Uitwijken naar Londen
Toen in mei 1940 de Nederlandse regering naar Londen uitweek, bleef zowel in Nederland als in Londen het ministerie van Algemene Zaken gehandhaafd, zij het in zwakke vorm. Aangezien geen enkele voorlichtingsambtenaar mee naar Londen was gekomen, moest er een geheel nieuwe voorlichtingsdienst opgebouwd worden. 
Nadat de regering naar Londen was uitgeweken, werd in eerste instantie de gehele Nederlandse voorlichting aan het buitenland verzorgd vanuit de afdeling Perszaken van de Nederlandse Legatie in de Britse hoofdstad. Na de eerste chaotische periode in Londen groeiden de persactiviteiten van de Legatie uit tot de instelling van de Regeringsvoorlichtingsdienst, ook wel RVD-Londen genoemd, waarvan Adriaan Pelt (1892-1981) hoofd werd. 
Naast de afdeling Perszaken functioneerde een radioluisterdienst, afdeling Lezingen, documentatieafdeling, bibliotheek, correspondentiearchief, fotoarchief en een afdeling Film. Onder de verantwoordelijkheid van deze dienst vielen ook het persagentschap ANEP-ANETA, het Londense weekblad Vrij Nederland en Radio Oranje. Er waren verder persattachés in Bern, Lissabon, Stockholm, Parijs, Pretoria en op de Nederlandse Antillen.
Op 28 januari 1943 werd door het ministerie van Algemene Oorlogsvoering van het Koninkrijk het bureau Militair Gezag in Londen ingesteld. Officieel was het Militair Gezag actief van 14 september 1944 tot en met 4 maart 1946. 
In de bevrijde gebieden van Nederland diende Sectie XI (Voorlichting) van het Militair Gezag zorg te dragen voor de voorlichting over gebeurtenissen en ontwikkelingen. Na de oorlog werd deze taak bij de Regeringsvoorlichtingsdienst ondergebracht. De overige activiteiten van de Sectie XI, als die van Anefo en Radio Herrijzend Nederland, gingen over naar andere organisaties of werden opgeheven. 
Door voortdurende groei van de RVD-Londen besloot de ministerraad vanaf 1944 te gaan bezuinigen op de begroting van de RVD. Door deze bezuinigingen schafte de RVD-Londen enkele diensten af, terwijl departementen, die inmiddels geleerd hadden van de RVD gebruik te maken, begonnen met het zelfstandig voorlichten omtrent hun bijzondere werkzaamheden.

### 1945: Oprichting Oog en Oor
Aanvankelijk (13 augustus 1945) als deel van de RVD-Den Haag en vanaf eind 1945 als zelfstandig onderdeel van het ministerie van Algemene Zaken fungeerde de regeringsdienst 'Oog en Oor'. Deze dienst was een voortzetting van de Informatiedienst van het Militair Gezag. Via Oog en Oor wilde het ministerie een direct contact tussen regering en bevolking tot stand brengen. De regering zou beter geïnformeerd kunnen worden over wat er in het land leefde en daar in de beleidsvorming rekening mee kunnen houden. Daarnaast fungeerden de landelijk gespreide bureaus van de dienst als informatieposten, die informatie, toelichting en verklaringen konden verstrekken over het regeringsbeleid op plaatselijk niveau. Oog en Oor was ook de instantie waar de bevolking terechtkon met klachten over maatregelen van zowel de plaatselijke als de centrale overheid en men kon er eventuele suggesties kwijt ter verhoging van de efficiency. Ten tijde van het kabinet-Schermerhorn-Drees (1945-1946) werd minister-president Wim Schermerhorn (1894-1977) aangevallen op zijn voorlichtingsbeleid. In 1946 werd (opnieuw) een speciale commissie ingesteld, de commissie-Van Heuven Goedhart onder leiding van Gerrit Jan van Heuven Goedhart (1901-1956). Deze commissie moest advies uitbrengen over het overheidsbeleid ten aanzien van de voorlichting. Zij concludeerde in het kort dat er gebrek aan eenheid qua voorlichting heerste, gebrek aan contact met de pers en gebrek aan de juiste omschrijving van het begrip 'voorlichting' (de voorlichting mag geen propagandistische elementen bevatten, maar moet zich beperken tot verduidelijking). De adviezen van de commissie-Van Heuven Goedhart over de grondslagen van de overheidsvoorlichting werden niet gerealiseerd. Het niet van de grond komen van een nieuw voorlichtingsbeleid, waaraan naast parlement en pers ook de op ambtelijk niveau naar decentralisatie strevende departementen toe hebben bijgedragen, leidde ertoe dat de regeringsdienst Oog en Oor op 31 augustus 1946 werd opgeheven.

### 1947: Herziening
In 1947 bracht een nieuwe speciale commissie, de commissie-Hermans onder leiding van Hans Hermans, adviezen uit die grotendeels wel gerealiseerd werden. Ondanks het feit dat er door de ontwikkelingen van de media allerlei nieuwe taken zijn ontstaan, is de basisorganisatie van de Rijksvoorlichtingsdienst nog steeds gebaseerd op de adviezen van deze commissie. Door onderscheid te maken tussen het voorlichtingsbeleid en de voorlichtingstechniek had de commissie-Hermans de sleutel gevonden tot handhaving van de ministeriële verantwoordelijkheid. Als gevolg van deze gedecentraliseerde opzet en het terugbrengen van de voorlichtingsactiviteiten bij de Regeringsvoorlichtingsdienst kromp deze vrij snel terug tot een compacte dienst.
In 1952 werd de naam veranderd in Rijksvoorlichtingsdienst en een directeur-generaal ging aan het hoofd van de RVD staan. De directeur-generaal van de RVD fungeert tevens als voorzitter van de Voorlichtingsraad. 
Het Filmarchief van de RVD is in 1997 opgegaan in het Nederlands Audiovisueel Archief (sinds 2002 het Nederlands Instituut voor Beeld en Geluid geheten).